# Марија Качињска
Марија Хелена Качињска (пољ. Maria Helena Kaczyńska; Мјадзељски рејон, 21. август 1942 — Смоленск, 10. април 2010) била је Прва дама Пољске у периоду од 2005 — 2010. године и супруга председника Леха Качињског.

## Биографија
Качињска је рођена 21. августа 1942. године у селу Мачава у Мјадзељском рејону Њен отац био Чеслав и служио је Домовинску армију, а мајка Лидија Мачкевиц.
Основно и средње образовање завршила је у граду Рапка-Здрој у јужном делу Пољске. Студирала је транспортну економију и спољну трговину у Сопоту на Универзитету у Гдањску. Након што је дипломирала 1966. године радила је у Поморском институту у Гдањску, где је упознала свог будућег мужа Леха Качињског, 1976. године. Пар се венчао 1978. године и имали су ћерку Марту. Поред матерњег пољског, Марија је течно говорила енглески, француски, руски и помало шпански језик.
Погинула је 10. априла 2010. године, када се авион у којем је био и њен супруг срушио на аеродрому у Смоленску.

## Смрт
На дан 10. априла, у 10:41 по московском времену, Марија Качињска и њен супруг, председник Пољске Лех Качињски, погинули су када се пољски авион Тупољев Ту-154 срушио приликом покушаја слетања на аеродром у граду Смоленску. Свих 89 путника и чланова посаде су погинули.
Марија и њен супруг Лех Качињски путовали су заједно са неколико пољских владних званичника у Русију поводом обележавања 70. годишњнице Катињског масакра у Другом светском рату.
Сахрањена је заједно са супругом 18. априла 2010. године у краљевској гробници у Вавелској катедрали у Кракову.
Након смрти, њена ћерка Марта пронашла је њен дневник, што је изазвало интересовање многих издавача који су желели да га откупе и пласирају у продају. Ипак, Марта Качињска је задржала дневник, јер је сматрала да је превише драгоцен и није открила садржаје из њега.

## Награде и признања
- Велики Крст ордена пољског Реститута (16. април 2010. године, постхумно)
- Велики Крст ордена Витолда Великог (15. април, 2009. године у Литванији)[11]
- Орден Републике Малте (26. јануар 2009. године, Малта)
- Велики Крст ордена Хенрика Морепловца (1. септембар 2008. године, Португал)
- Велики Крст ордена Малтешског витешког реда (14. мај 2008. године)